# 钻喙兰
钻喙兰（学名：Rhynchostylis retusa）为兰科钻喙兰属下的一个种。